# رساله محیطیه
رساله محیطیه
مولف: غیاث‌الدین جمشید کاشانی
پایان تالیف: اوسط ماه شعبان سال ۸۲۷ ه.ق (ژوئیه ۱۴۲۴ م.)
بعضی از ریاضیدانان و مورخان مغرب زمین آن را شاه‌کار فن محاسبه نامیده اند. در همین کتاب است که کاشانی مقدار ۲π را تا شانزده رقم اعشار محاسبه کرد.
نسخهٔ ارزشمندی از این کتاب به خط خود کاشانی در کتابخانهٔ آستان قدس رضوی موجود است. این نسخه مدتی در اختیار شیخ بهائی (بهاالدین محمد بن حسین عاملی) بوده است.
به گفتهٔ پاول لوکی:"رساله محیطیه کاشانی شاهکاری در فن محاسبه شصت‌گانی است."

## منبع
کاشانی‌نامه - احوال و آثار غیاث‌الدین جمشید کاشانی؛ تالیف: ابولقاسم قربانی، مرکز نشر دانشگاهی
خلاصه زندگینامه علمی دانشمندان؛ بنیاد دانشنامه بزرگ فارسی؛ زیر نظر احمد بیرشک